# Anthurium macbridei
Anthurium macbridei är en kallaväxtart som beskrevs av Kurt Krause. Anthurium macbridei ingår i släktet Anthurium och familjen kallaväxter. Inga underarter finns listade.